# John Exley
John Onins Exley, Jr. (Filadèlfia, Pennsilvània, 23 de maig de 1867 – Milford, Delaware, 27 de juliol de 1938) va ser un remer estatunidenc que va competir cavall del segle xix i el segle xx.
El 1900 va prendre part en els Jocs Olímpics de París, on guanyà una medalla d'or en la prova de vuit amb timoner com a membre de l'equip Vesper Boat Club. Quatre anys més tard, als Jocs Olímpics de Saint Louis, repetí medalla en la mateixa prova.
Guanyà diversos campionats nacionals a finals del segle XX i el 1912 es retirà de la competició per tirar endavant una empresa agrícola.